# Ahl-e Haqq

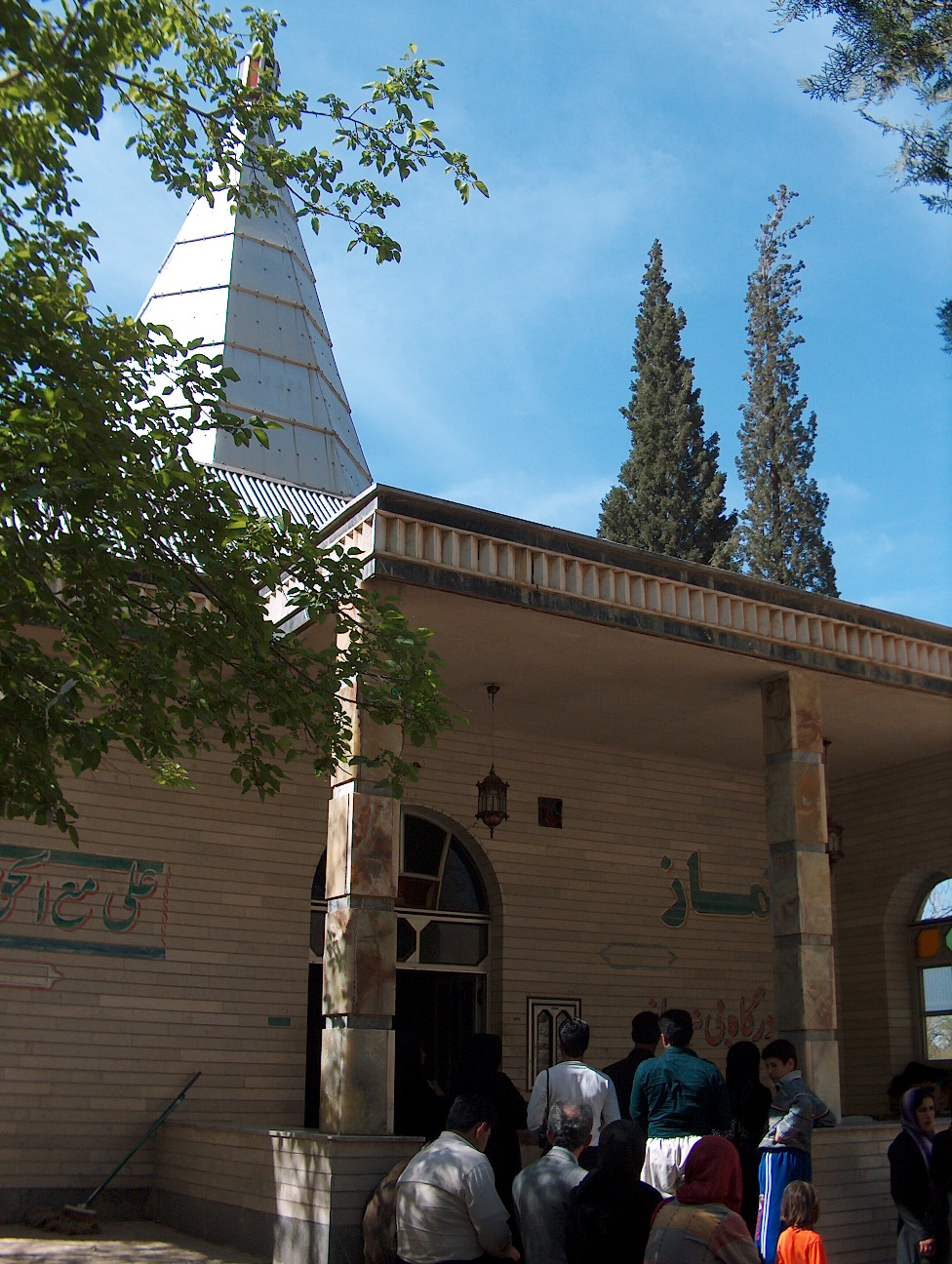
Das Grabmal des Dawud im Dorf Zarde ist ein Heiligtum der Ahl-e Haqq

Die Ahl-e Haqq (persisch اهل حق, DMG Ahl-e Ḥaqq, ‚Leute der Wahrheit [Gottes]‘; kurdisch یارسان Yarsan), auch Kaka’i bzw. Yaresan genannt, sind eine im 14. Jahrhundert von einem wandernden Derwisch, Sultan Sahak, gegründete Religionsgemeinschaft. Die Religion der Ahl-e Haqq weist neben schiitischen Facetten vor allem deutliche Elemente des Jesidentums und Alevitentums auf. Der Terminus Ahl-e Haqq wird daneben auch von islamischen Sekten, wie den Hurufiten, verwendet.

## Verbreitung
Die Religionsgemeinschaft ist zwischen der Grenze der Autonomen Region Kurdistan im Irak (um Halabdscha) und dem Iran in Lorestan und um Kermanschah und in neuerer Zeit auch in westlichen Staaten in der Diaspora beheimatet. Neben kurdischen Anhängern gibt es auch Luren, Aserbaidschaner, Perser und Araber.
Die Mitgliederzahl wird auf eine Million geschätzt. Die Hauptheiligtümer der Ahl-e Haqq sind das Grab des Baba Yadgar in Dohab und das Grab Sultan Sahaks in Perdiwar.
Die religiöse Literatur der Ahl-e Haqq mit dem Hauptwerk Kalam-e Sarandscham ist überwiegend auf Gorani (Hawrami und Leki) geschrieben, wobei die meisten Ahl-e Haqq lekisprachig sind. Die Ahl-e Haqq selbst betrachten sich – unabhängig davon welchen Dialekt sie sprechen – als Gûran (Goran)-Kurden.

## Lehre
Die Ahl-e Haqq glauben an sieben aufeinanderfolgende Inkarnationen der Gottheit sowie in Folge je fünf Epiphanien göttlicher Hypostasen oder Engel. Diese seien dem Göttlichen entflossen und bildeten eigene Wesenheiten. Aus dem Sufismus (islamische Mystik) haben sie die Praktik des Dhikr bei Cem-Zeremonien übernommen sowie das Teilen gemeinschaftlicher Mahlzeiten und das brüderliche Zusammenleben. Cem wird als mystische Vereinigung verstanden, dabei sitzt eine Gesangsgruppe (kelamxwen), die religiöse Verse vorträgt, einem Orchester von mehreren tembûr-Spielern gegenüber. Tembûr (oder temîre) ist eine der tanbur ähnliche kurdische Langhalslaute, die bei den Ahl-e Haqq eine sakrale Bedeutung besitzt. Von den sieben Stufen seien schon vier durchlaufen und die göttliche Essenz zeigte sich demnach jeweils als Form des Schöpfergottes in Kavandagar, Mortaza Ali, Schah Choschin und Sultan Sahak, wobei erst Sultan Sahak die absolute Wahrheit offenbarte.
Die Erlösung durch Gott ist nur bestimmten Menschen vorbehalten, abhängig davon, aus welchem Lehm sie erschaffen wurden. So finden Menschen wie die Ahl-e Haqq aus gelben Lehm (Zarda-gel) die Erlösung, während Menschen aus schwarzem Lehm (persisch خاك سياه Chāk-e siyah, DMG Ḫāk-e siyāh) auf ewig verdammt sind.
Zu den ersten wissenschaftlichen Beschreibungen der Ahl-e Haqq zählt die Arbeit des russischen Orientalisten und Diplomaten Wladimir Minorski aus dem Jahr 1920.